# Consenior
Mit Consenior bezeichnen verschiedene Arten von Studentenverbindungen den Stellvertreter des ersten Vorsitzenden (Senior) der aktiven (studentischen) Mitglieder.

## Andere Bezeichnungen
In den verschiedenen Arten von schlagenden Verbindungen hat das Amt andere Bezeichnungen, so heißt es bei den Corps Consenior, bei Landsmannschaften und Turnerschaften Zweitchargierter und bei den Burschenschaften Fechtwart. Einige Burschenschaften verwenden ebenfalls den Begriff Consenior.
Bei den nichtschlagenden Verbindungen wird meist ebenfalls der Begriff Consenior verwendet. Teils wird von katholischen Studentenverbindungen, wie dem KV, auch die Bezeichnung Damensenior oder Vize-Senior gepflegt.
Bei den Damenverbindungen und gemischten Verbindungen ist für die weiblichen Mitglieder neben der Bezeichnung Consenior auch die Bezeichnung Conseniora, Vizeseniora oder Vize-Seniora üblich.

## Fecht-Chargierter

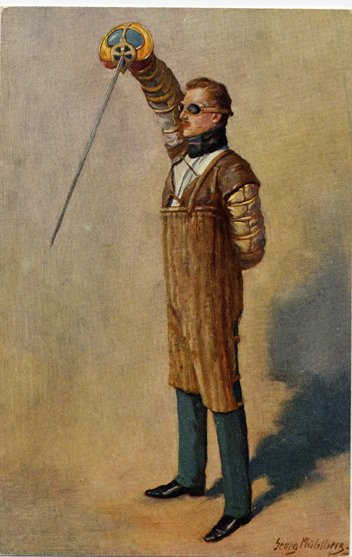
Georg Mühlberg: Der Herr Paukant: Darstellung eines Fechters mit Korbschläger in „verhängter Auslage“

In schlagenden Verbindungen ist der Consenior meistens zugleich der „Fecht-Chargierte“. Als solcher ist er für alle Fragen der "Mensur", des akademischen Fechtens mit scharfen Waffen, zuständig.
Gleich ist bei allen, dass der „Fecht-Chargierte“ für die ordnungsgemäße Durchführung der Übungsstunden, des Paukens, verantwortlich ist sowie für den funktionsfähigen Zustand der Pauk- und Mensurausrüstung. Er legt auch bei Bestimmungsmensuren in Abstimmung mit seinen Amtskollegen bei anderen Verbindungen die Gegenpaukanten für seine Bundes- bzw. Corpsbrüder fest. Außerdem leitet er den Mensurconvent. Wenn seine Verbindung im jeweiligen Waffenring präsidierend ist, leitet der „Fecht-Chargierte“ auch die Waffenringsitzungen und organisiert die Pauktage.
In der Frühzeit der Corps um das Jahr 1800 gab es durchaus auch mehrere Consenioren gleichzeitig. So ist belegt, dass Kränzchen, eine Frühform der Corps, jeweils einen Senior und vier „Conseniores“ hatten, also wohl gleichberechtigte stellvertretende Vorsitzende.

## Weitere Zuständigkeiten
Eine weitere wichtige Zuständigkeit des Conseniors ist bei einigen Verbindungen die Organisation und Durchführung gesellschaftlicher Veranstaltungen, besonders der Damenveranstaltungen. So ist es bei manchen Verbindungen der Consenior, der einen Stiftungsfestball eröffnet. Anlässlich des Balls hat er bei manchen Verbindungen auch die Aufgabe eine Damenrede zu halten.
In vielen Verbindungen in Österreich ist er auch für die Sauberhaltung der Studentenbude, also des „Vereinslokals“ einer Verbindung, die kein eigenes Korporationshaus hat, zuständig.

## Abkürzungen und Klammerung
Der Consenior führt als Chargenzeichen, zwei kleine Kreuze (××) oder im KV die Abkürzung (v×), die er hinter seinen Namen und den Zirkel setzt. Bei Erfüllung gewisser Voraussetzungen, die von Verbindung zu Verbindung unterschiedlich sind (z. B. gute Amtsführung und/oder Mensuren von genügender Qualität), kann er dieses Zeichen nach seiner einsemestrigen Amtszeit sein ganzes Leben lang in Klammern hinter seinem Namen führen. Über diese Auszeichnung wird am Ende eines Semesters im zuständigen Convent demokratisch abgestimmt.